# Filippo Belardini
Filippo Belardini (Ferrara, 1919 – 8 febbraio 2008) è stato un calciatore italiano, di ruolo centrocampista.

## Carriera
Ha giocato in Serie B con la SPAL, collezionando 56 presenze e 13 reti; in seguito è passato al Padova, con cui in due stagioni ha realizzato complessivamente 4 reti in 18 presenze, sempre nella serie cadetta.
In carriera ha collezionato complessivamente 74 presenze e 17 reti in Serie B.